# فیولد بای رامن
فیولد بای رامن (انگلیسی: Fueled by Ramen) شرکت نشر موسیقی آمریکایی است، که در سال ۱۹۹۶ تأسیس شد.